# Avīlaq
Avīlaq (persiska: اَويلَق, آویلق, آلبی, Āvīlaq, آبلی, اويلق) är en ort i Iran.   Den ligger i provinsen Östazarbaijan, i den nordvästra delen av landet, 500 km nordväst om huvudstaden Teheran. Avīlaq ligger 1 857 meter över havet och antalet invånare är 528.
Terrängen runt Avīlaq är huvudsakligen kuperad, men åt nordväst är den bergig.Runt Avīlaq är det ganska glesbefolkat, med 27 invånare per kvadratkilometer. Närmaste större samhälle är Anderyān, 17,0 km väster om Avīlaq. Trakten runt Avīlaq består i huvudsak av gräsmarker.